# Alexandre Varille
Pour les articles homonymes, voir Varille.
Alexandre Varille, né le 12 mars 1909 dans le 3e arrondissement de Lyon et mort le 1er novembre 1951 à Joigny, est un égyptologue français.

## Biographie
Alexandre Varille est le fils de Mathieu Varille et de Jeanne Rougier.
Au cours de ses études qui lui valent une licence d'économie politique et de lettres, Varille rencontre Victor Loret, son professeur d'égyptologie à l'université de Lyon. Il poursuit ses études à Paris. Il obtient un poste d'archéologue en Égypte en 1931. De 1932 à 1943, il est membre de l'Institut français d'archéologie orientale au Caire.

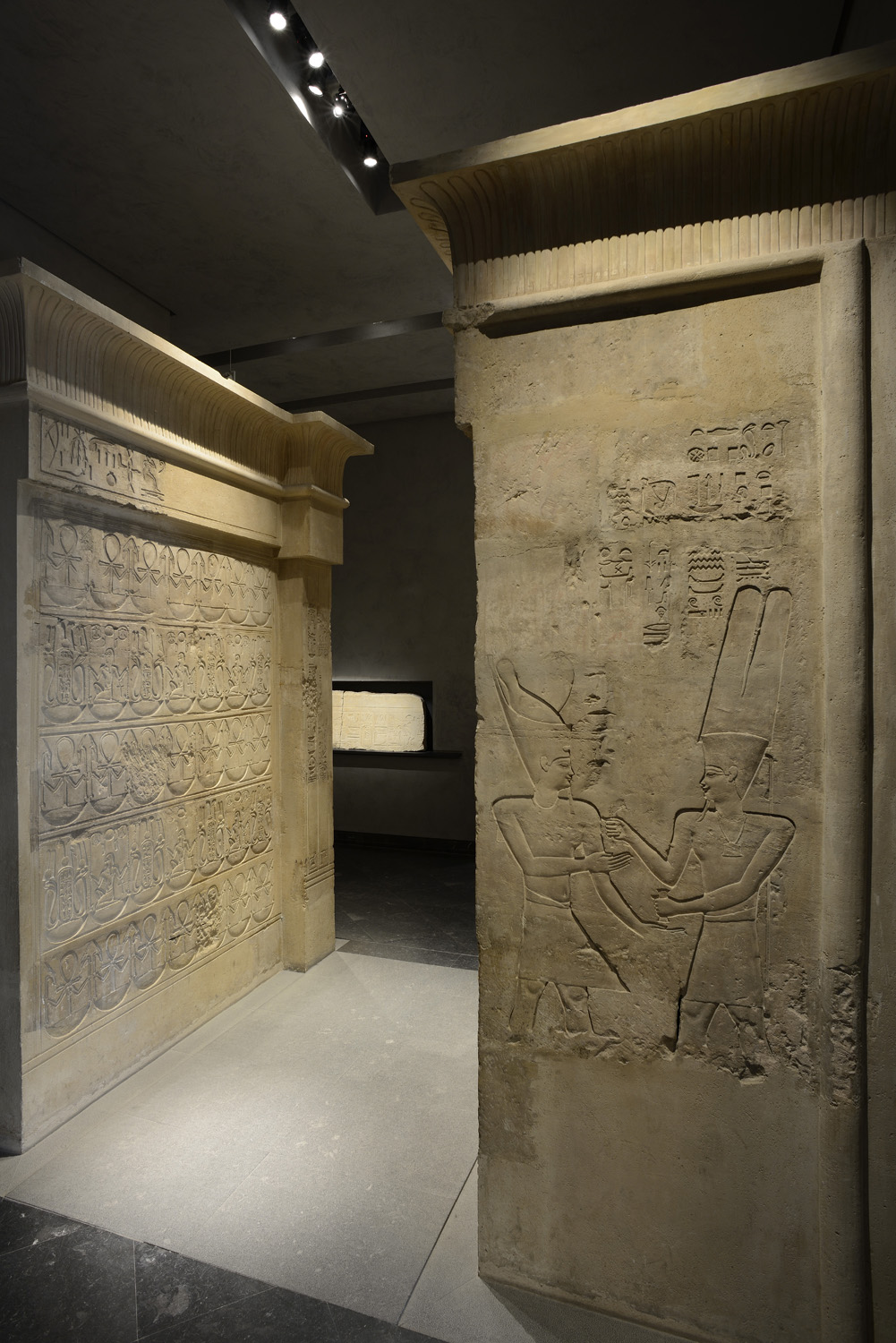
Portes du Temple de Médamoud, Musée de beaux-Arts de Lyon

En 1939, il participe à des chantiers de fouilles du temple de Médamoud avec Fernand Bisson de La Roque, et fait parvenir les deux portes monumentales de Ptolémée III et Ptolémée IV au Musée des Beaux-Arts de Lyon. 
Il dirige ensuite le chantier à Zaouiet el-Maïetin avec Raymond Weill. 
De 1940 à 1943, il travaille dans le temple de Karnak-Nord avec l'architecte Clément Robichon. Ils rencontrent René Adolphe Schwaller de Lubicz. Ensemble, ils fondent en 1943, le « Groupe de Louxor ». En 1946, ce groupe publie Dissertation sur une stèle pharaonique,, un décryptage philologique et ésotérique en marge de l'égyptologie officielle. 
Alexandre Varille et Clément Robichon publient un album de photographies intitulé En Égypte. Une version anglaise de l'ouvrage sous le titre Eternal Egypt, traduite par Laetitia Gifford, parait en 1955 à New-York.
En 1944, Varille est engagé comme expert par le Service des Antiquités, il continue ses recherches avec le « Groupe de Louxor » auquel viendront se joindre Alexandre Stoppelaëre, et l'archéologue belge Arpag Mekhitarian. Alexandre Varille se passionne pour Amenhotep fils de Hapou, il lui consacre une première étude co-écrite avec Clément Robichon, et publiée en 1936 par l'IFAO : Le Temple du Scribe Royal Amenhotep, fils de Hapou, puis une thèse universitaire qui est publiée de manière posthume Inscriptions concernant l'architecte Amenhotep, fils de Hapou (1960).
Victor Loret, dont Alexandre Varille avait été l'élève et l'ami à Lyon, lui lègue ses archives. Quelques années plus tard, en pleine « Querelle des égyptologues » (entre historiens et symbolistes), attaqué dans la presse entre autres par l'abbé Drioton, mais soutenu dans le Figaro par Jean Cocteau et André Rousseaux, Alexandre Varille présente sans succès sa thèse controversée sur l'école de la symbolique égyptienne à l'Institut de France.
Le roi Farouk lui confie la responsabilité des fouilles archéologiques en Haute-Égypte. 
Alexandre Varille meurt, à 42 ans, dans un accident de voiture, le 1er novembre 1951, à Joigny en Bourgogne. 
En 2000, les archives Varille sont vendues à Ars Libris, à Boston. L'université de Milan les acquiert en 2002 pour 225 000 euros.

## Sociétés savantes
- Société littéraire, historique et archéologique de Lyon, membre de 1941 à 1951[7].
- Académie des sciences, belles-lettres et arts de Lyon, membre correspondant[7].

## Publications
Voir le catalogue sur le site BNF.
- Alexandre Varille, Clément Robichon, En Égypte, Paris, Hartmann, 1931.
- Alexandre Varille,  Les Antiquités Égyptiennes Du Musée De Vienne (Isère), 1932 lire en ligne
- Alexandre Varille,  La tombe de Ni Ankh Pepi à Zâouyet El Mayetîn 1938. lire en ligne
- Alexandre Varille,  Karnak I 1950. lire en ligne
- Alexandre Varille, « Un Point de vue nouveau sur l'architecture pharaonique », Revue Synthèses, Bruxelles, 1951.
- Alexandre Varille, Inscriptions concernant l'architecte Amenhotep Fils de Hapou, Le Caire, éd. IFAO, 1968, 114 p. (lire en ligne)